# Halotus angellus
Halotus angellus är en fjärilsart som beskrevs av Carl Plötz 1886. Halotus angellus ingår i släktet Halotus och familjen tjockhuvuden. Inga underarter finns listade i Catalogue of Life.